# Émigration des Juifs depuis le Troisième Reich et l'Europe sous domination nazie

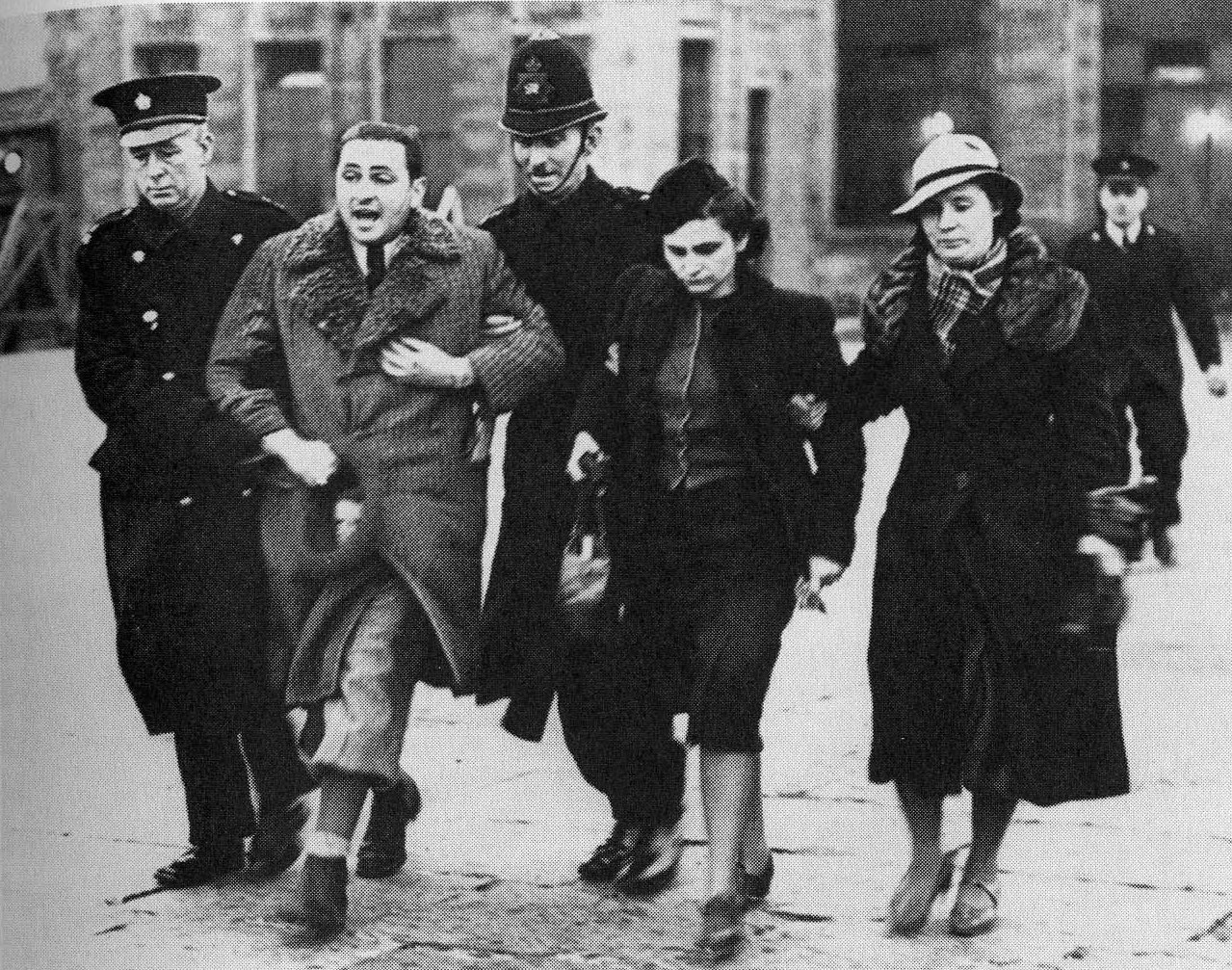
Mars 1939 : des réfugiés juifs venus de Tchécoslovaquie sont reconduits contre leur volonté hors du Royaume-Uni car leurs papiers n'étaient pas conformes aux réglementations.

Après l'arrivée au pouvoir d'Adolf Hitler en 1933, de nombreuses personnes juives ont fui l'Europe sous domination nazie.

## Allemagne et Autriche

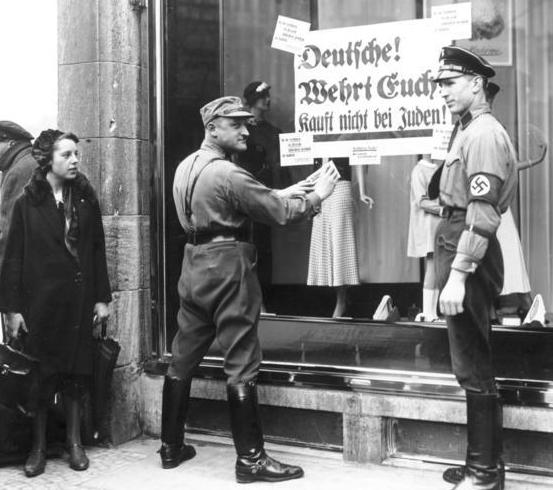
Boycott antisémite du 01 avril 1933 en Allemagne : orchestré par les national-socialistes en réaction au boycott antinazi de 1933. Des membres de la Sturmabteilung collent une affiche sur la vitrine d'un commerce détenu par des Juifs à Berlin. Le slogan proclame : « Allemands, défendez-vous, n'achetez pas chez les Juifs ».

En 1933, Hitler s'empare du pouvoir en Allemagne ; à ce moment-là, quelque 523 000 Allemands sont Juifs (soit moins d'1 % de la population). Victimes de menaces et de persécutions, ils commencent à émigrer à partir de cette date jusqu'au début de la Seconde Guerre mondiale,. En Autriche, plus de 50 % des Juifs ont fui avant mai 1939, conséquences des politiques d'Adolf Eichmann instaurées au printemps 1938 pour les forcer à partir (voir aussi : Office central pour l'émigration juive à Vienne). Franz Mayer, personnalité influente de la communauté juive, décrit en ces termes les procédés d'Eichmann : « Au départ, prenez un Juif doté de biens, d'un magasin, d'un compte en banque et de recours légaux. Au terme des procédures, il ne possède plus rien : ni bien, ni privilèges, ni droits. À sa disposition ne lui restent qu'un passeport et l'ordre de quitter le pays sous quinze jours, sous peine d'être incarcéré en camp de concentration ». Fin 1939, plus de 177 000 Juifs avaient quitté l'Autriche et plus de 300 000 autres l'Allemagne. La plupart de ces émigrés sont qualifiés dans un domaine spécialisé ou ils ont suivi un cursus universitaire. En outre, ils sont plutôt jeunes,.
En 1933, Hitler et la Ligue juive concluent l'accord Haavara selon lequel, à long terme, les Juifs d'Allemagne et leurs avoirs financiers seraient transférés en Palestine mandataire. En outre, la devise des transactions serait le mark Havaara, au lieu du Deutschmark, en raison d'un taux d'intérêt plus faible considéré comme avantageux. Fin 1933, sur les 600 000 Juifs d'Allemagne, 100 000 avaient déjà migré en Palestine mandataire. Par la suite, d'autres politiques découragent l'émigration en restreignant le montant que les Juifs peuvent transférer depuis les banques allemandes et imposent de lourdes taxes aux émigrants (en). En octobre 1941, le gouvernement du Troisième Reich interdit l'émigration depuis le grand Reich germanique. À ce moment-là, les citoyens juifs encore présents (163 000 en Allemagne et moins de 57 000 en Autriche) se composent surtout de personnes âgées, qui finissent assassinées dans les ghettos nazis ou dans les camps de concentration du régime. Certains Juifs parviennent à fuir vers la France de Vichy jusqu'en automne 1942.

« ...nous souhaitions tous nous débarrasser de nos Juifs mais nous nous heurtions au fait qu'aucun pays n'était disposé à les accueillir.
—Joachim von Ribbentrop, ministre des Affaires étrangères, dans une conversation avec Adolf Hitler. »

Même si, les premières années, les Juifs peuvent facilement quitter le territoire du Troisième Reich, il leur est difficile de trouver un pays d'accueil, surtout après la première vague d'émigration vers l'Europe, la Grande-Bretagne et les États-Unis. En effet, les pays d'accueil subissent encore les effets de la Grande Dépression. Après l'Anschluss (annexion de l'Autriche par l'Allemagne en 1938), la vague de migrations forcées aggrave la crise des réfugiés, ce qui entraîne la tenue de la conférence d'Évian, visant à étudier les pays candidats à l'accueil. La conférence conclut que l'émigration forcée ne pourrait résorber le problème. En outre, des participants craignent que des espions à la solde des nazis ne se dissimulent parmi les réfugiés.
Les réfugiés juifs deviennent encore plus nombreux quand, en 1938, le Troisième Reich envahit la Tchécoslovaquie et, en 1939, avec l'invasion de la Pologne.
Quelque 100 000 personnes trouvent refuge en Europe dans les pays voisins du Reich : aux Pays-Bas, en Belgique, en France. Or, nombre de ces réfugiés sont arrêtés puis assassinés par les nazis après 1940, lors de l'invasion en Europe de l'Ouest,.
Il est également difficile de quitter l'Europe. Après l'entrée en guerre du continent, rares sont les navires quittant les ports européens. Toutefois, Lisbonne représente alors un port neutre d'où les réfugiés peuvent toujours s'embarquer.

## Pays sous occupation

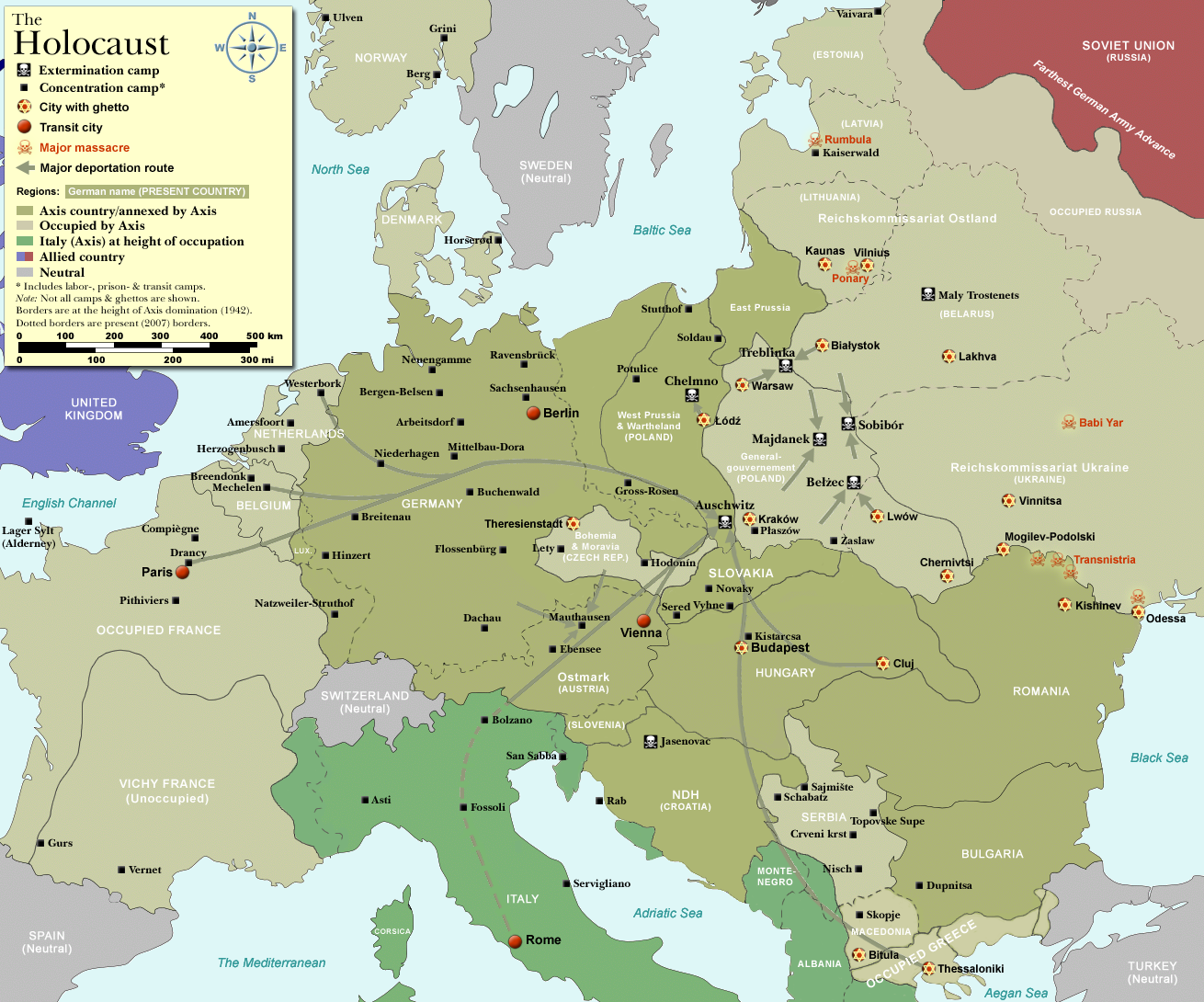
Carte de l'Europe découpée selon les zones d'occupation du Troisième Reich et des puissances de l'Axe au cours de la Shoah.

### Danemark

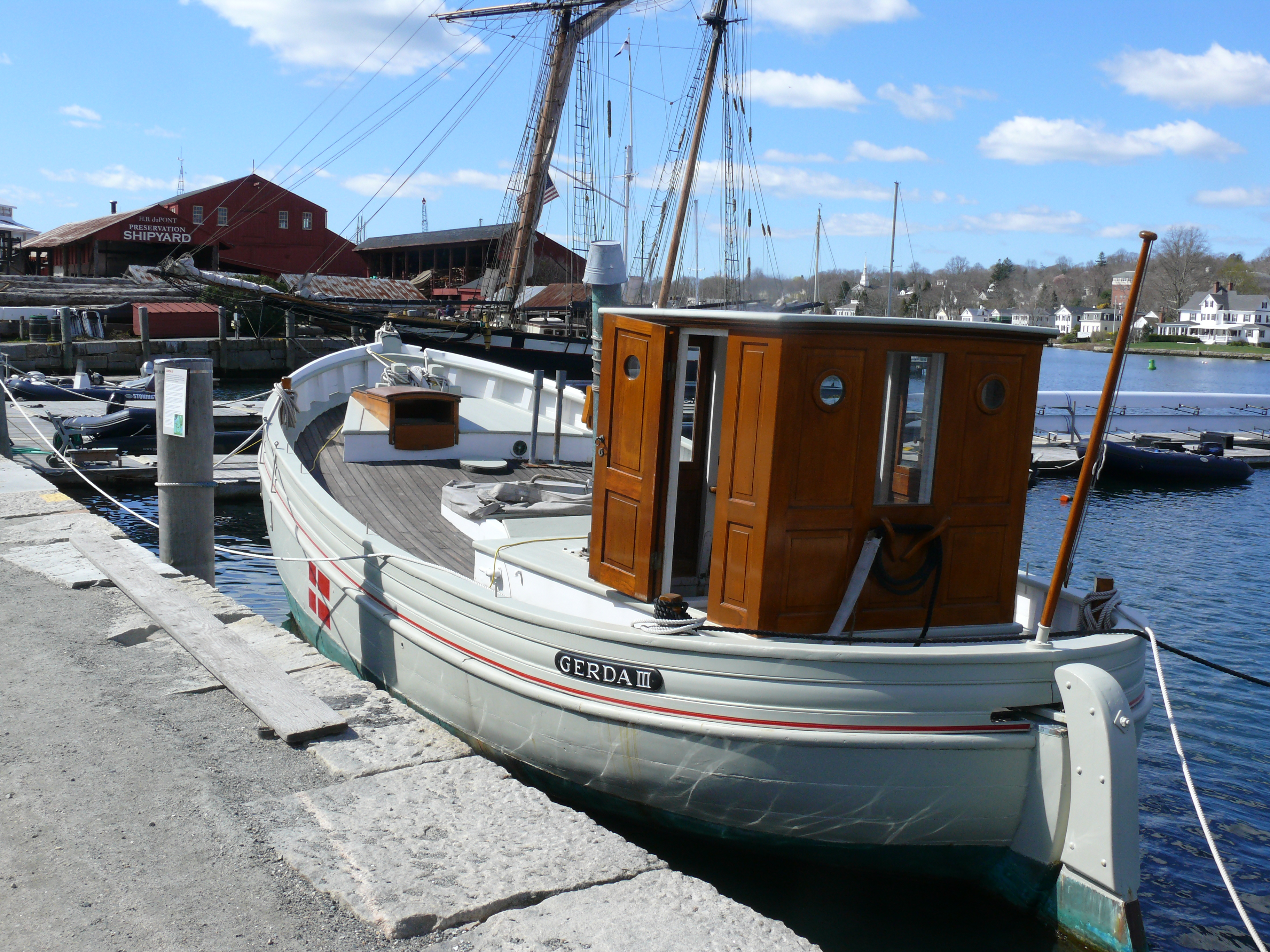
À partir d'octobre 1943, le Gerda II sert à transporter des réfugiés juifs depuis le Danemark occupé vers la Suède, pays neutre. Le bateau a emmené 300 Juifs en sécurité.

En octobre 1943, 7 000 Juifs danois et 700 de leurs proches non juifs s'enfuient du Danemark sous occupation nazie vers la Suède, grâce aux efforts coordonnés de la Résistance danoise. Ils traversent l'Øresund jusqu'à Malmö, en Suède.

### France, Luxembourg, Belgique et Pays-Bas
De nombreux Juifs français, luxembourgeois, belges et néerlandais reçoivent la protection des réseaux de résistance actifs dans leur pays, se dissimulent dans des lieux tenus secrets que les nazis peinent à identifier et fuient vers le Royaume-Uni, la France libre (en Algérie), la Suède, la Suisse, l'Espagne, le Portugal, le Canada et les États-Unis.

### Norvège
En 1940, la Norvège passe sous occupation nazie ; par la suite, certains Juifs norvégiens parviennent à se rendre en Suède, où ils sont à l'abri car le pays est neutre. Toutefois, la police aux ordres du Gouvernement national rafle plus de la moitié des Juifs danois et les livre aux autorités du Reichskommissariat Norwegen.

### Pologne
Les Schutzstaffel (SS) empêchent les Juifs de quitter la Pologne occupée par le Troisième Reich. Dans les territoires sous occupation soviétique, environ 10 % de la population juive, ainsi qu'un million de Polonais au total, est victime de rafles et de déportation en Sibérie dans des conditions insupportables. De nombreuses victimes aux mains des russes périssent entre 1939 et 1943. Néanmoins, d'autres Juifs échappent aux maltraitances et certains bénéficient d'une formation à Moscou dans l'objectif de prendre les rênes du Comité polonais de libération nationale au terme de la guerre. Une partie d'entre eux est expédiée aux confins de l'Union soviétique, en Sibérie ou en Asie centrale.

### Union soviétique
Dans le cadre de la Shoah, les Juifs sont victimes d'assassinats systématiques qui commencent par leur envoi vers les centres d'extermination ; à partir de juin 1941, quand l'Allemagne envahit l'Union soviétique, les Juifs qui ne parviennent pas à fuir vers l'Est sont fusillés de manière méthodique.

### Bilan
Au terme de la guerre, 67 % des Juifs d'Europe avaient péri assassinés.

## Pays d'accueil

### Europe

#### Italie et secteurs sous occupation italienne
Malgré les pressions du Troisième Reich, l'Italie fasciste protège les Juifs dans les territoires qu'elle occupe en Grèce, en France, en Dalmatie, en Croatie et en Yougoslavie, ainsi qu'en Tunisie, entre mi-1942 et septembre 1943.

#### Espagne et Portugal
Environ 30 000 Juifs entrent au Portugal via l'Espagne, dont une part importante cherche à embarquer, depuis Lisbonne, vers des bateaux en partance pour le continent américain. Les réfugiés reçoivent l'aide d'associations juives françaises et américaines. La plupart de ces réfugiés transitent entre 1939 et 1941. Puis le Troisième Reich fait pression sur l'Espagne pour qu'elle limite les possibilités de circulation des Juifs et, entre 1942 et 1944, environ 7 500 personnes sont autorisées à entrer en Espagne pour rejoindre le Portugal. En outre, les diplomates espagnols fournissent des documents d'identité grâce auxquels jusqu'à 5 000 personnes s'échappent vers d'autres régions en Europe.

#### Suède
La Suède accueille les Juifs venus de Norvège et du Danemark.

#### Suisse
Si la Suisse autorise l'entrée à 30 000 Juifs, elle en refoule 20 000 à ses frontières.

### Autres régions

#### Bolivie
Entre 1938 et 1941, la Bolivie autorise l'entrée de 30 000 réfugiés sur son sol.

#### Chine

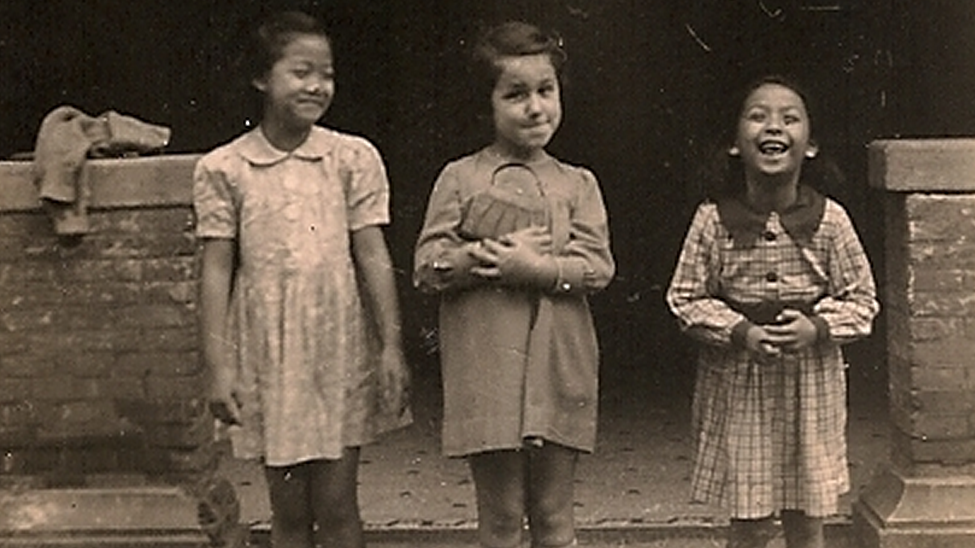
Enfant juive jouant avec ses amies chinoises à Shanghai.

Dans les années 1930 et 1940, environ 20 000 réfugiés juifs s'installent en république de Chine, qui comptait déjà une forte population d'expatriés. Nombre des immigrants ouvrent un commerce, résolus à s'implanter définitivement en Chine, et ils obtiennent même la nationalité chinoise. Pratiquement tous fuient le pays au cours de la guerre civile chinoise et de la révolution communiste (en) ; la plupart des expatriés juifs sont évacués depuis Shanghai vers Israël en 1948.

#### États-Unis

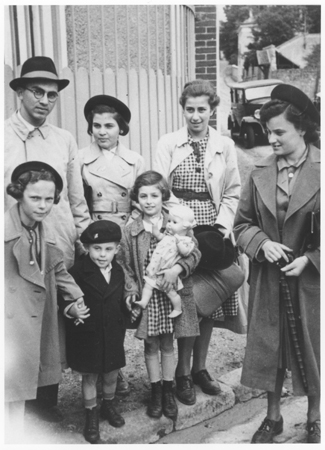
Un groupe de passagers transportés à bord du Saint Louis débarque en France au terme du voyage de retour vers l'Europe.

Fin 1938, les États-Unis proposent quelque 27 000 visas individuels pour des réfugiés. À ce moment-là, les bureaux consulaires américains à l'étranger reçoivent 125 000 demandes, nombre qui atteint 300 000 en juin 1939. Ces demandes dépassent très largement les quotas américains prévus par la politique migratoire en vigueur. En mai et juin 1939, le paquebot Saint Louis, en provenance de Hambourg, navigue jusqu'à la république de Cuba, qui avait émis des visas de transit pour plus de 900 réfugiés juifs. Une fois le bateau parvenu à Cuba, les autorités locales annulent les visas accordés aux réfugiés. Les États-Unis refusent que le navire accoste sur leur territoire et le paquebot n'a plus d'autre choix que rentrer en Europe. Sur les 928 passagers, 288 sont acceptés en Grande-Bretagne, 366 survivent à la guerre qui sévit sur le continent européen et 254 sont assassinés au cours de la Shoah. En 1944 est fondé le War Refugee Board, chargé d'aider des dizaines de milliers de réfugiés en coopération avec le Congrès juif mondial et l'American Jewish Joint Distribution Committee. Un centre d'hébergement d'urgence est ouvert à Fort Ontario, dans l'État de New York : près de 1 000 réfugiés y sont hébergés.

#### Palestine mandataire
La Palestine mandataire est le lieu d'accueil de 18 000 Juifs fuyant le régime nazi via les Balkans entre 1937 et 1944. Cette migration est orchestrée par le mouvement sioniste. Par la suite, plus de 16 000 Juifs embarquent pour la Palestine mandataire depuis des ports roumains et bulgares sur la mer Noire ; ces navires font souvent escale par la Turquie. L'un de ces bateaux, le MV Struma (en), est coulé — probablement par accident — après l'attaque d'un sous-marin soviétique. Cette catastrophe est connue sous le nom de tragédie du Struma.

#### Philippines
Manuel Quezon, président des Philippines, avait prévu d'accueillir des réfugiés juifs européens conformément à la politique de la porte ouverte. À l'époque, le pays faisait partie du Commonwealth des États-Unis, qui ont limité le nombre de Juifs susceptibles d'être accueillis dans leur colonie. Entre 1937 et 1941, 1 200 Juifs parviennent aux Philippines.

#### République dominicaine
En juillet 1938, la République dominicaine est le seul pays présent à la conférence d'Évian qui annonce sa volonté d'accueillir une arrivée massive de réfugiés. Cette décision du président Rafael Trujillo est en partie motivée par le souhait de tempérer le tollé international qu'a suscité le massacre de réfugiés haïtiens (voir : massacre des Haïtiens de 1937).

## Organismes et personnalités offrant leur secours aux persécutés
Des organismes et réseaux voient le jour dans le dessein de secourir les réfugiés, comme le Congrès juif mondial, l'Agence juive et l'American Jewish Joint Distribution Committee. Certaines personnalités non juives ont aidé des Juifs à s'enfuir, parfois au risque de leur propre vie. Les personnes connues comme des « sauveteuses » obtiennent par la suite le titre de Juste parmi les nations.

## Après-guerre
En mai 1945, avec la capitulation du Troisième Reich, les Juifs d'Europe sont libérés des camps de concentration ou quittent leurs cachettes avant de découvrir la perte de leurs familles et de leurs anciens domiciles. Parmi les personnes déplacées se trouvent plus de 150 000 Juifs qui ont quitté l'Europe centrale et orientale en raison des violences et des actes antisémites. Toutefois, divers pays persistent à refuser aux réfugiés juifs l'entrée sur leur territoire. Les destinations les plus favorables aux Juifs sont la Palestine mandataire et les États-Unis ; dans ce dernier pays, le président Harry Truman émet une directive portant son nom en décembre 1945 : jusqu'à 40 000 Juifs avaient migré aux États-Unis en juillet 1948. Cette même année, le Congrès adopte une loi révisant les quotas d'immigration à la hausse, autorisant l'entrée sur le territoire à 80 000 Juifs ; ceux-ci sont soumis à des conditions d'entrée que Truman qualifie de « discrimination flagrante ». Environ 102 000 personnes chrétiennes, y compris des victimes de travaux forcés, sont autorisées à migrer aux États-Unis depuis les pays baltes et l'Europe de l'Est. 
Au cours de la guerre israélo-arabe de 1948 est fondé l'État d'Israël, où migrent de nombreux Juifs.